# اثر پرتوهای گاما بر روی گل‌های همیشه‌بهار ساکنین کره ماه (فیلم)
اثر پرتوهای گاما بر روی گل‌های همیشه‌بهار ساکنین کره ماه (انگلیسی: The Effect of Gamma Rays on Man-in-the-Moon Marigolds) فیلمی درام به تهیه‌کنندگی و کارگردانی پل نیومن است که در سال ۱۹۷۲ منتشر شد.

## داستان
داستان این فیلم از نخستین و معروف‌ترین نمایشنامه‌های پاول زیندل اقتباس شده است.
بیوه میانسال بئاتریس هانسدوفر (جوآن وودوارد) و دخترانش روث (روبرتا والاک) و ماتیلدا (نل پاتس) در جامعه‌ای ناهمگون برای بقا تلاش می‌کنند. بئاتریس رویای تاسیس چای‌خانه‌ای برازنده را در سر می‌پروراند، اما امکانات لازم را برای رسیدن به هدف بلندپروازانه‌ش ندارد. روث نوجوانی سرکش و مبتلا به صرع است. اما ماتیلدای خجالتی و بسیار باهوش، بر روی پروژه‌های درسی‌اش (از جمله پروژه‌ای که عنوان فیلم از آن گرفته شده) تمرکز کرده است. این پروژه، تنها نقطه امیدواری و لحظه‌های خوب را در زندگی‌اش شکل داده است.
آزمایش علمی ماتیلدا برای بررسی تأثیر مقادیر کمی از پرتوهای گاما بر گل همیشه‌بهار طراحی شده است. برخی از گل‌ها پژمرده می‌شوند اما برخی دیگر به به گل‌هایی زیبا تبدیل می‌شوند. همان‌گونه که ماتیلدا بر خلاف خواهر خود یاد گرفته در زندگی پرآشوب‌اش، با مادر آشفته‌حال و تلخ خود کنار بیاید و از تبدیل شدن به زنی شبیه مادرش اجتناب ورزیده و آرزوهایش را زنده نگه دارد.

## بازیگران
- جوآن وودوارد - در نقش بئاتریس
- نل پاتس - در نقش ماتیلدا
- روبرتا والاک - در نقش روث
- جودیت لوری - در نقش پرستار بچه
- دیوید اسپیلبرگ - در نقش آقای گودمن